# Learmonth White Dalrymple

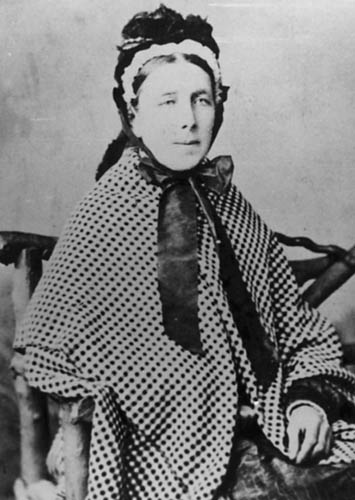
Learmonth White Dalrymple (um 1880)

Learmonth White Dalrymple (auch Louise White Dalrymple; * 1827 in Angus, Schottland; † 26. August 1906 Dunedin, Otago, Neuseeland) war eine neuseeländische Pädagogin und Kämpferin für eine akademische Mädchenschule in Dunedin, die bei ihrer Gründung im Jahr 1871 Otago Girls’ High School genannt wurde.

## Frühes Leben
Learmonth White Dalrymple wurde 1863 als älteste Tochter von neun Kindern der Eheleute Janet Taylor und William Dalrymple in Angus in Schottland geboren und am 21. Juli 2827 in Coupar Angus getauft. Ihr Vater war ein wohlhabender Kaufmann für Eisenwaren und landwirtschaftliche Erzeugnisse. Learmonth besuchte das Madras College in St Andrews und als 1840 ihre Mutter verstarb, übernahm sie die Aufgabe für die Familie zu sorgen. Auch soll sie noch die Möglichkeit gehabt haben durch Teile von Europa zu reisen, wo sie fließend Französisch sprechen lernte. Über ihre Kindheit und Jugendzeit und weiterer Schulbildung ist sonst nichts weiter bekannt.

## Neuseeland
1853 reiste sie mit ihrem Vater, zwei Schwestern und einem Bruder nach Neuseeland, wo sie zunächst in Dunedin an der Ostküste der Südinsel des Landes ankamen und zunächst zwei Monate auf die Weiterfahrt nach Wellington warten mussten, da ihr sturmgeschädigtes Schiff, die Rajah, repariert werden musste. 1857 kehrten sie auf die Südinsel zurück und siedelten auf einer Farm in Kaihiku, im südlichen Teil der Region von Otago und westlich von Balclutha. Learmonth führte den Haushalt für die Familie und half bei der Gründung der ersten Sonntagsschule in der Gegend.
Als dann 1863 die Otago Boys’ High School in Dunedin gegründet wurde und ein Artikel in der Otago Daily Times die Frage nach einer entsprechenden Schule für Mädchen aufwarf, fühlte sich Learmonth angesprochen zu handeln. Es folgten sieben Jahre beharrlicher Kampagnenarbeit seitens Learmonth. Sie forderte eine Schule speziell für Mädchen der mittleren und wohlhabenderen Familien der Kolonie zu errichten und kritisierte, dass die bestehenden Einrichtungen für die Bildung von Mädchen unzureichend und ineffizient waren. Die erste Phase ihrer Öffentlichkeitsarbeit gipfelte im November 1865 zunächst in einer öffentlichen Versammlung von rund 30 Frauen. Doch die Versammlung wurde durch einige fremde Ereignisse gestört und führte schließlich zu einem Abbruch.
Zum Ende der 1860er Jahre, Learmonth war zwischenzeitlich in die Nähe von Dunedin, nach Port Chalmers umgezogen, intensivierte sie ihre Kampagnenarbeit wieder, bewarb eine Gruppe von Unterstützern und schrieb mehrere hundert Briefe an britische Pädagogen und lokale Politiker, um Unterstützung für ihre Argumentationen zu bekommen. Julius Vogel, seinerzeit Schatzmeister der Provinz, versuchte 1868 erfolglos 1000 Pfund auf ihr Betreiben hin für eine Mädchenschule im Etat der Provinz einzufügen. Danach konnte sie den Superintendenten der Provinz, James Macandrew, dazu zu bewegen, 1869 eine Bildungskommission zu dem Thema einzusetzen.
Infolgedessen gründete Learmonth ein Damenkomitee und schrieb als deren Sekretärin einen Anforderungskatalog, welche Art von Schule gewünscht wird. Ihre Ideen dazu basierten auf Ratschlägen von Frances Buss, der Gründerin der North London Collegiate School für Mädchen. Sie empfahl die Schulausbildung in allen wesentlichen Punkten der der Jungen gleichzustellen und angemessenen Gebäude zur Verfügung zu stellen. Auch schlug sie vor, die Schule von einer unverheirateten oder verwitweten Dame mit nachgewiesenen Talenten und Fähigkeiten leiten zu lassen. Die Kommission des Provinzrates nahm ihre Forderungen, die noch weitere Punkte enthielten, an und sorgten dafür, das am 6. Februar 1871 die Otago Girls’ High School mit 78 Schülerinnen unter der Leitung von Margaret Gordon Burn an den Start gehen konnte. Zum Ende des Jahres stieg die Zahl der Schülerinnen bereits auf 130. Die Schule war damit die erste High School für Mädchen in der südlichen Hemisphäre.
Doch Learmonth sah sich mit ihren Vorstellungen im Bereich Bildung für Mädchen und Frauen noch nicht am Ende ihrer Kampagne. Nun forderte sie die Zulassung von Frauen an der geplanten University of Otago. Das Tor nun einmal aufgestoßen, fand sie Unterstützung beim ersten Kanzler der im Juli 1871 eröffneten Universität, J. L. C. Richardson. Auch fand sie 149 Unterzeichnerinnen prominenter Männer, die der Forderung Gewicht gaben. Am 8. August 1871 stimmte der Provinzrat dann einstimmig für die Zulassung von Frauen an der University of Otago. Sie war damit die erste Universität in Australasien, die Frauen das Recht gewährten. Learmonth setzte sich auch für die damalige die Kindergartenbewegung ein und veröffentlichte dazu das Pamphlet „Froebel method of early childhood education“ (Fröbel-Methode der frühkindlichen Erziehung).
1881 zog sie mit ihrem Vater nach Feilding, um mit ihrem Vater in der Nähe ihres Bruders John zu sein. Ein Jahr später verstarb ihr Vater. In Feilding interessierte sie sich für die Women’s Christian Temperance Union New Zealand (WCTU NZ) und die Kampagne für das Frauenwahlrecht in Neuseeland. Sie wurde Mitglied des Zweigs der WCTU NZ in Wellington und wurde später Präsidentin des Zweigs in Feilding. Zum Ende ihres Lebens bereiteten ihr ihre Gesundheit und ihr Gedächtnis zunehmend Schwierigkeiten und sie beschloss nach Dunedin zurückzukehren. Sie verstarb dort am 26. August 1906, wurde aber Sanson, westlich von Feilding beigesetzt.